# Paraphlepsius truncatus
Paraphlepsius truncatus är en insektsart som beskrevs av Van Duzee 1892. Paraphlepsius truncatus ingår i släktet Paraphlepsius och familjen dvärgstritar. Inga underarter finns listade i Catalogue of Life.